# Sarcee (Sprache)
Sarcee (auch Tsuut'ina, Sarsi, Tsuu T'ina, Tsu T'ina) gehört zur athapaskischen Sprachfamilie, die im Süden Navajo, Bedonkohe sowie weitere Apachen-Stämme und im Norden Dene Suline, Dogrib und viele weitere nördliche Dene-Stämme mit ähnlichen Sprachen einschließt.
Der Name Tsuu T'ina kommt von der Selbstbezeichnung des indianischen Volks der Sarcee, Tsúùt’ínà, was als „viele Menschen“ oder „Biber-Menschen“ (so der Stamm der Tsuut'ina) übersetzt wird. Beides sei korrekt.
Die Sprache ist derzeit im Aussterben begriffen (Stand 2006) und wird nur noch von ein paar Dutzend älteren Stammesmitgliedern gesprochen. Es gibt Bemühungen, sie am Leben zu erhalten.